# Saemundssonia
Saemundssonia är ett släkte av insekter som beskrevs av Günter Timmermann 1936. Saemundssonia ingår i familjen fjäderlöss.

## Dottertaxa tillSaemundssonia, i alfabetisk ordning[1][2]
- Saemundssonia albemarlensis
- Saemundssonia antarctica
- Saemundssonia bicolor
- Saemundssonia cephalus
- Saemundssonia chathamensis
- Saemundssonia clayae
- Saemundssonia conica
- Saemundssonia desolata
- Saemundssonia enderleini
- Saemundssonia gaini
- Saemundssonia haematopi
- Saemundssonia hexagona
- Saemundssonia incisa
- Saemundssonia inexspectata
- Saemundssonia integer
- Saemundssonia lari
- Saemundssonia laticaudata
- Saemundssonia limosae
- Saemundssonia lobaticeps
- Saemundssonia lockleyi
- Saemundssonia marina
- Saemundssonia melanocephalus
- Saemundssonia nereis
- Saemundssonia platygaster
- Saemundssonia pterodromae
- Saemundssonia puellula
- Saemundssonia scolopacisphaeopodis
- Saemundssonia stammeri
- Saemundssonia sternae
- Saemundssonia stresemanni
- Saemundssonia thompsoni
- Saemundssonia tringae
- Saemundssonia uppalensis
- Saemundssonia valida